# Benjamin (Teksas)
Benjamin – miasto w Stanach Zjednoczonych, w stanie Teksas, w hrabstwie Knox. W 2000 roku liczyło 264 mieszkańców.